# Gouesnou
Gouesnou é uma comuna francesa na região administrativa da Bretanha, no departamento Finisterra. Estende-se por uma área de 12,09 km². Em 2010 a comuna tinha 6 299 habitantes (densidade: 521 hab./km²).